# Cheilosia decima
Cheilosia decima är en tvåvingeart som beskrevs av Barkalov och Cheng 2004. Cheilosia decima ingår i släktet örtblomflugor, och familjen blomflugor. Inga underarter finns listade i Catalogue of Life.